# Laphria plana
Laphria plana är en tvåvingeart som beskrevs av Walker 1857. Laphria plana ingår i släktet Laphria och familjen rovflugor. Inga underarter finns listade i Catalogue of Life.